# Markus Hönnige
Markus Hönnige (* 21. Juli 1963) ist ein ehemaliger deutscher Handballspieler.

## Werdegang
Der Sohn von Herbert Hönnige spielte ab dem 14. Lebensjahr Handball beim TSB Heilbronn-Horkheim. Er zog mit seiner Familie nach Leutershausen, dort wurde er ins Zweitligaaufgebot der SG Leutershausen hochgezogen. 1986 verließ Hönnige den Verein und wechselte zum TV Großwallstadt in die Handball-Bundesliga. 1990 wurde der 1,83 Meter große Rechtshänder, der auf der linken Außenposition eingesetzt wurde, mit Großwallstadt deutscher Meister. 1987 und 1989 errang Hönnige mit der Mannschaft den Sieg im DHB-Pokal.
1990 schloss sich Hönnige dem TV Niederwürzbach an, ab 1992 spielte er bei der SG VfL/BHW Hameln, mit welcher er 1994 deutscher Vizemeister wurde. Er blieb bis 1997 in Hameln und spielte zum Ende seiner Laufbahn erneut beim TSB Heilbronn-Horkheim. 1998 zog er sich aus dem Leistungshandball zurück. Zu diesem Zeitpunkt war Hönnige, der an der Universität Mannheim Betriebswirtschaftslehre studierte und eine Ausbildung im Bauspar- und Finanzierungswesen durchlief, bereits berufstätig. Er arbeitete im Bank- sowie Bausparkassenwesen und wurde mit eigener Firma in Hirschberg an der Bergstraße als Vermögens- und Unternehmensberater tätig.
Hönnige kam insgesamt auf 50 Länderspieleinsätze, davon 6 Länderspieleinsätze im Juniorenalter und als Kapitän wurde er mit 12 Länderspielen in der B-Nationalmannschaft eingesetzt. Seinen Einstand in der A-Nationalmannschaft gab er im Mai 1987 gegen Ungarn. Er gewann mit der Auswahl des Deutschen Handballbunds 1987 den Supercup.

## Erfolge

### Deutsche Nationalmannschaft
- 50 Länderspiele für Deutschland
- Supercup-Gewinner 1987

### TV Großwallstadt
- Deutscher Meister 1990
- Endspielteilnahme Europapokal der Pokalsieger 1988
- Deutscher Pokalsieger 1987, 1988
- Deutscher Vizemeister 1987

### TV Niederwürzbach
- Deutscher Vizepokalsieger 1992

### SG VfL/BHW Hameln
- Deutscher Vizemeister 1994
- Halbfinalteilnahme DHB-Pokal 1993, 1994
- EHF-Cup Halbfinale 1995
- Endspielteilnahme EHF-City-Cup 1996

### Trainer
SG Leutershausen (Trainer A-Jugend männlich)
- 2007/08 Badischer Meister
- 2008/09 Badischer Vizemeister, Gewinner Pokalwettbewerb Baden-Württemberg
- 2009/10 Badischer Meister
- 2009/10 Gewinner Internationales Jugendturnier Kolding (Dänemark)